# Hannaches

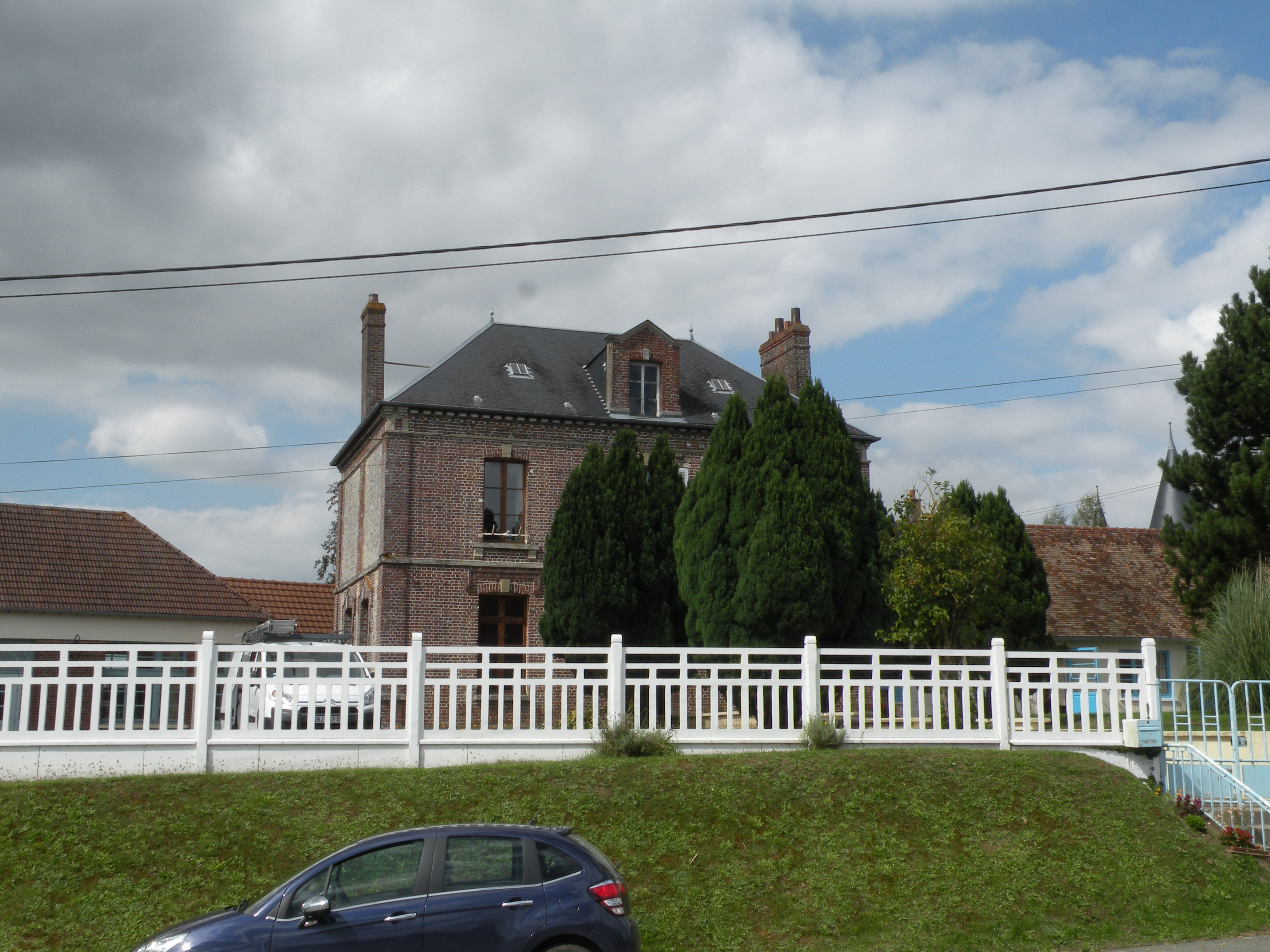
Gemeentehuis

Hannaches is een gemeente in het Franse departement Oise (regio Hauts-de-France) en telt 129 inwoners (1999). De plaats maakt deel uit van het arrondissement Beauvais.

## Geografie
De oppervlakte van Hannaches bedraagt 9,6 km², de bevolkingsdichtheid is 13,4 inwoners per km².
De onderstaande kaart toont de ligging van Hannaches met de belangrijkste infrastructuur en aangrenzende gemeenten.

## Demografie
Onderstaande figuur toont het verloop van het inwonertal (bron: INSEE-tellingen).